# Урочище Стахор
Уро́чище Стахо́р — загальнозоологічний заказник місцевого значення в Україні. Об'єкт розташований на території Ковельського району Волинської області, Голобської селищної територіальної громади, на північ від селища Голоби та на схід від с. Битень. 
Площа 46,6 га. Статус присвоєно згідно з рішенням Волинської обласної ради від 04.11.1997 року № 12/4. Перебуває у віданні Голобської селищної ради. 
Статус присвоєно для збереження місць відпрацьованих торфових кар'єрів, де поселились типові види поліської фауни: заєць сірий, лисиця звичайна, мартин звичайний, кулики. Трапляються рідкісні види, занесені до Червоної книги України: лелека чорний, журавель сірий.

## Галерея

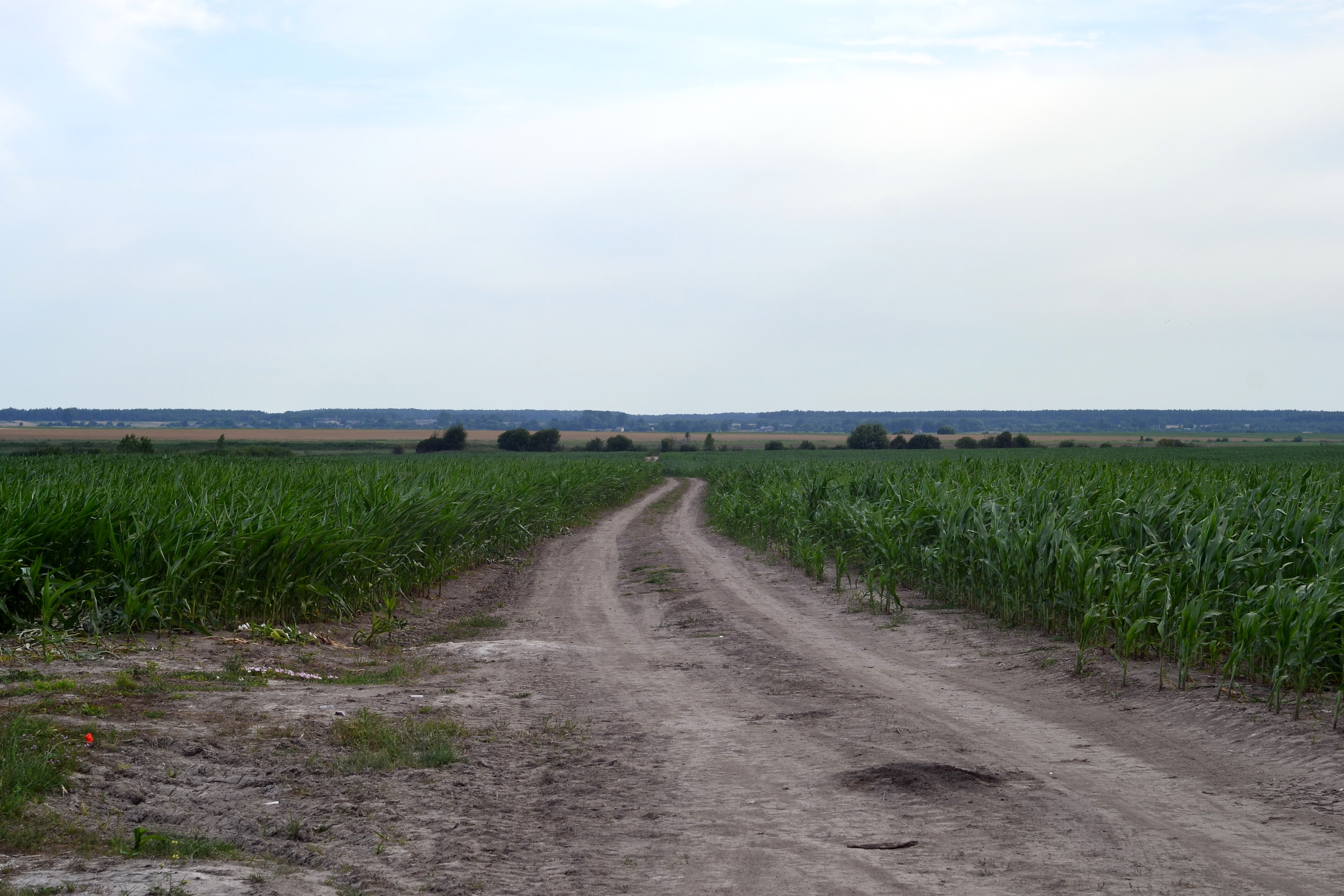
Загальний вигляд із заходу
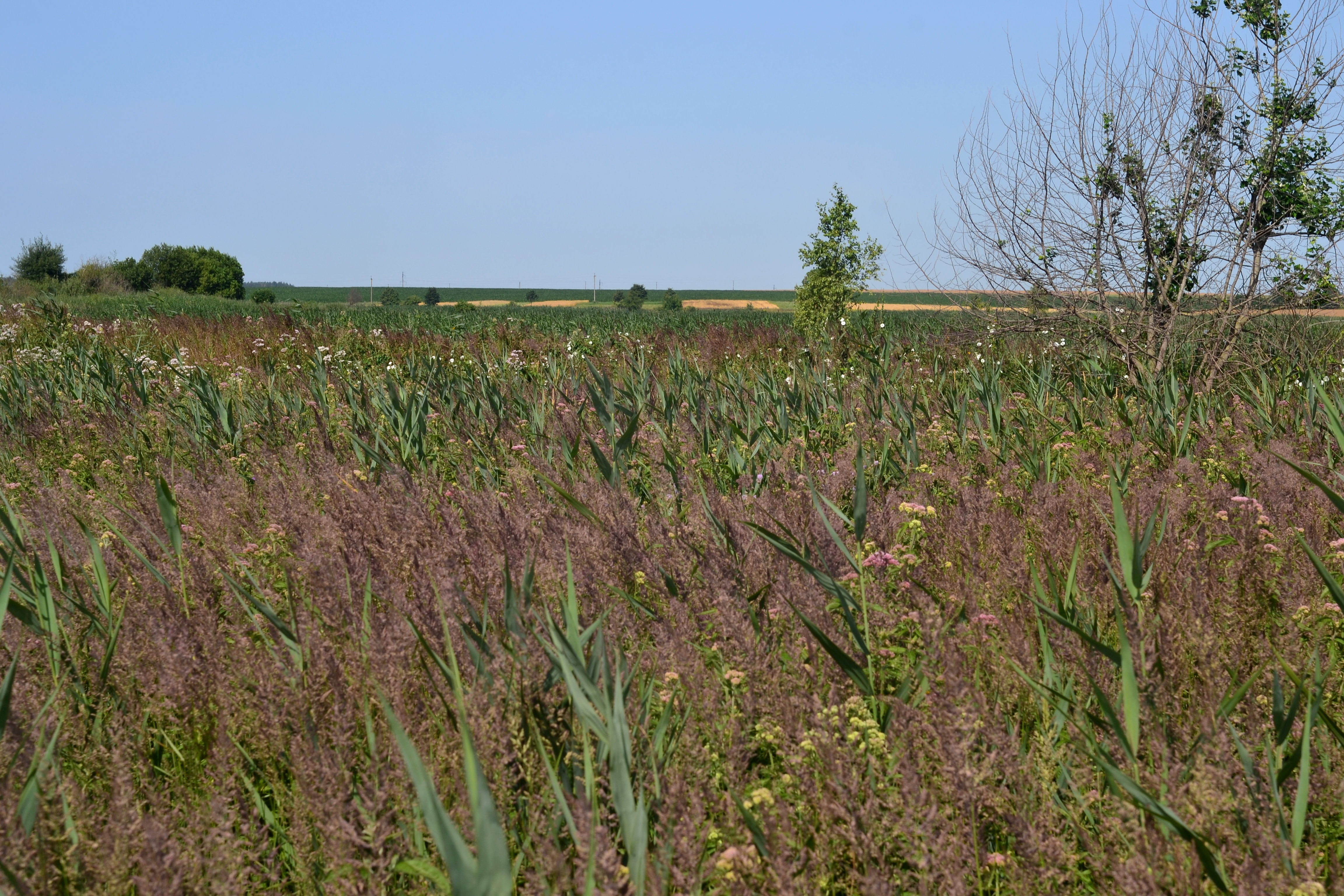
Вигляд зі сходу
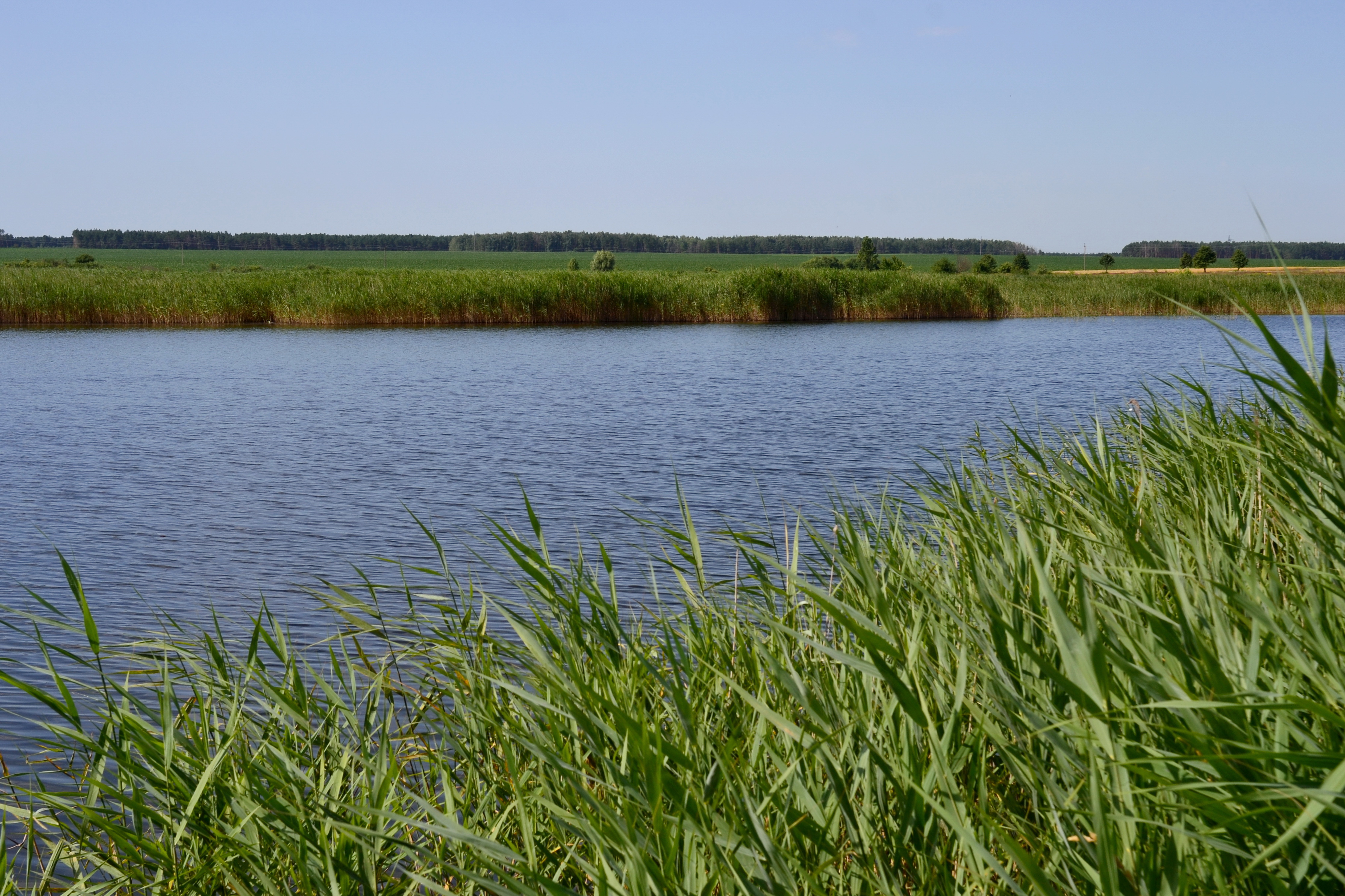
Вигляд з півночі
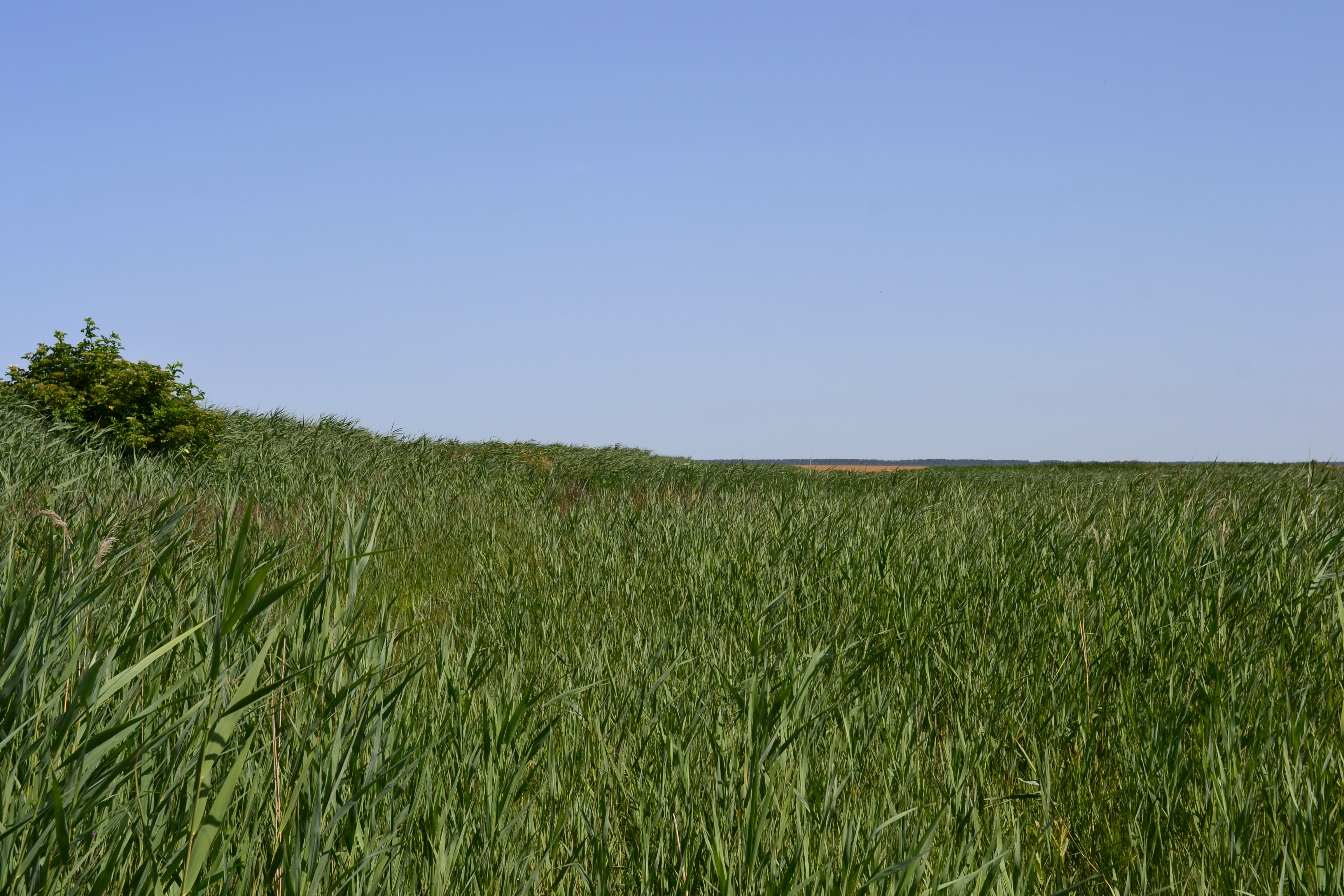
Вигляд з півдня